# Diane Bui Duyet
Diane Bui Duyet (22 de diciembre de 1979) es una deportista francesa que compitió en natación. Ganó tres medallas en el Campeonato Europeo de Natación en Piscina Corta, en los años 2008 y 2009.

## Palmarés internacional
| Campeonato Europeo en Piscina Corta | Campeonato Europeo en Piscina Corta | Campeonato Europeo en Piscina Corta | Campeonato Europeo en Piscina Corta |
| Año                                 | Lugar                               | Medalla                             | Prueba                              |
| ----------------------------------- | ----------------------------------- | ----------------------------------- | ----------------------------------- |
| 2008                                | Rijeka (Croacia)                    | Medalla de plata                    | 100 m mariposa                      |
| 2008                                | Rijeka (Croacia)                    | Medalla de bronce                   | 50 m mariposa                       |
| 2009                                | Estambul (Turquía)                  | Medalla de plata                    | 100 m mariposa                      |